# Anton Kolenc
Anton Kolenc, slovenski trgovec in mecen, * 6. maj 1868, Radmirje, † 10. marec 1922, Celje.

## Življenjepis
Kolenc se je trgovine izučil v Velenju ter se 1885 kot trgovski pomočnik zaposlil pri Širci v Žalcu, od koder pa se je kmalu preselil k Schmidlu v Celje. Samostojen trgovec je bil najprej v Lonču (Avstrija), nato v Lukovici, od koder se je v devetdesetih letih 19. stoletja preselil v Celje, kjer je bil med prvimi narodnozavednimi slovenskimi trgovci. Kmalu je posta eden največjih slovenskih veletrgovcev na Štajerskem. Večino svojega premoženja je v oporoki zapustil naslednjim prijemnikom: 
- slovenskim visokošolcem na domačih in tujih univerzah 750.000 Din;
- srednješolcem v Celju 125.000 Din
- celjski bolnici 125.000 Din;
- celjskemu Dijaškemu domu 125.000 Din;
- mestnim revežem v Celju pa 25.000 Din.[1]